# Potentilla bicrenata
Potentilla bicrenata es una especie de planta del género Potentilla, perteneciente a la familia Rosaceae.

## Taxonomía
Potentilla bicrenata fue descrita por Per Axel Rydberg en 1896.

## Distribución
Se encuentra en el territorio centro-oeste de Estados Unidos.